# UFC Fight Night: Cowboy vs. Edwards
UFC Fight Night: Cowboy vs Edwards, também conhecido como UFC Fight Night 132, foi um evento mixed martial arts produzido pelo Ultimate Fighting Championship que foi realizado em 23 de junho de 2018, no Singapore Indoor Stadium em Kallang, Cingapura.

## Card Oficial
|-
|}

## Bônus da Noite
Os Lutadores receberam $50 000 de bônus:
- Luta da Noite:  Shane Young vs.  Rolando Dy
- Performance da Noite:  Ovince St. Preux e  Song Yadong